# Rodrigo Mora
Rodrigo Nicanor Mora Núñez (ur. 29 października 1987 w Rivera) – urugwajski piłkarz występujący na pozycji napastnika w argentyńskim klubie River Plate.

## Kariera klubowa
Wychowanek Juventud Las Piedras, w którym zadebiutował w 2007 roku. W 2008 roku, mając 20 lat, został zawodnikiem Defensor Sporting, jednego z najbardziej utytułowanych urugwajskich klubów. W nowym zespole miał udział w wygraniu fazy zamknięcia sezonu 2008/2009, jednak częściej pojawiał się na boisku z ławki rezerwowych, niż wychodził na boisko w pierwszym składzie. W efekcie tego na kolejny sezon został wypożyczony do CA Cerro. W nowym zespole zdobył 9 bramek w lidze oraz dołożył jedną w rozgrywkach Copa Libertadores. Po sezonie wrócił do Defensor, gdzie w fazie otwarcia sezonu 2010/2011 zdobył 11 bramek, a jego drużyna została zwycięzcą tej fazy. W styczniu 2011 roku podpisał umowę z SL Benfica, która miała wejść w życie po wygaśnięciu kontraktu Mory na koniec sezonu 2010/2011. Jedyny mecz ligowy w barwach Benficy rozegrał 8 stycznia 2012 roku, gdy w 79. minucie meczu przeciwko União Leiria zmienił Rodrigo Moreno. 9 dni później Benfica ogłosiła wypożyczenie swojego zawodnika do CA Peñarol na 6 miesięcy. W sierpniu 2012 roku trafił na roczne wypożyczenie z opcją wykupu po upływie roku do River Plate. W lipcu 2013 roku River Plate postanowiło wykupić go z Benficy. Na początku 2014 trafił na półroczne wypożyczenie do klubu Universidad de Chile, ponieważ trener Ramón Díaz nie widział go w planach swojej drużyny. Powrócił do River Plate w połowie 2014 roku, gdy trenerem został Marcelo Gallardo. Od tego czasu triumfował w Copa Sudamericana (2014), Recopa Sudamericana (2015, 2016), Copa Libertadores (2015, 2018), Copa Argentina (2016, 2017).